# Bernard Weiss
Bernard Weiss (o Bernhard, o Weis, segons qui el nomenara) va ser un lingüista fictici inventat per uns desconeguts per a legitimar les teories que separen el valencià de la llengua catalana, tot i que també hi ha el dubte que la intenció fóra ridiculitzar el secessionisme lingüístic i els blavers no se n'adonaren. El nom de Bernard Weiss és prou comú a Alemanya, però també podria haver-se triat en record de Bernhard Weiss, cap de la policia alemanya que s'enfrontà als nazis el 1932.
A començament dels anys 1980, un tal professor Bernard Weiss, filòleg del Departament de Llengües Romàniques de la Universitat de Múnic, enviava ponències a reunions blaveres i articles per a la premsa valenciana en què validava el secessionisme donant-li una legitimació científica. Seus eren els descobriments de textos del segle xi de trobadors valencians en mossàrab fins aleshores desconeguts com Bertran Desdelueg, Luís Llach i Salvatore Coniglia. Bernard Weiss, però, no feia aparicions públiques, no concedia entrevistes ni atenia el telèfon, una impostura que s'allargà durant més de sis anys. Això feu sospitar que hi havia frau i es va demanar informació a la mateixa universitat muniquesa, des d'on respongueren que no hi havia ningú amb aquell nom. Però després de tant de temps de farcir d'arguments pseudocientífics els defensors de la llengua valenciana, un escriptor, historiador, arqueòleg i filòleg blaver, José Payá Alberola, el convidà a assistir al Primer Congrés de la Llengua Valenciana celebrat el mes de maig de 1985 a Elx.
La versemblança de la seua pròpia existència quedà, però, discutida des de les cròniques del periòdic Las Provincias, que es contradiu sobre la presència del suposat professor Bernard Weiss:
Éxito del primer congrés de la Llengua Valenciana
«Con la lectura de conclusiones se cerrará hoy el […] Las sesiones han alcanzado gran altura, destacando la intervención del profesor de la Universidad de Münich Bernard Weiss, con un interesante trabajo sobre la lingüística valenciana.»;
Conclusiones del primer congrés de la Llengua Valenciana
«El idioma valenciano es autóctono
[…] El primer día o fecha inaugural resultó frío, por la escasez de asistentes, que se multiplicaron durante el sábado y, particularmente, el domingo, en què llegaron varios turismos y autocares desde Valencia. […]La primera conclusión de la asamblea es que la lengua valenciana constituye un idioma románico autóctono, en el que se da un caso único y sin precedentes[…] Entre los ponentes han figurado […] el profesor Herran Bernhard Weiss, de la Universidad de Munich, cuya lección fue leída por una hermana suya, al serle imposible el desplazamiento […] Entre los acuerdos adoptados figura celebrar el Segundo Congreso y solicitar a S.M. El Rey que conceda de Real a la Academia de Cultura Valenciana.»
Fóra pel motiu que fóra,l'anomenat «Dr. Bernard Weiss» va deixar immediatament de publicar estudis lingüístics en periòdics i va deixar de ser citat pels defensors de la «llengua valenciana». No s'ha trobat enlloc qualsevol escrit de cap filòleg romanista anomenat Bernard Weiss en la literatura científica, i que cap dels manuscrits que el Dr. Weiss suposadament va descobrir no ha sigut mai publicat ni han aparegut mai en públic.